# Segundo Tratado Naval de Londres

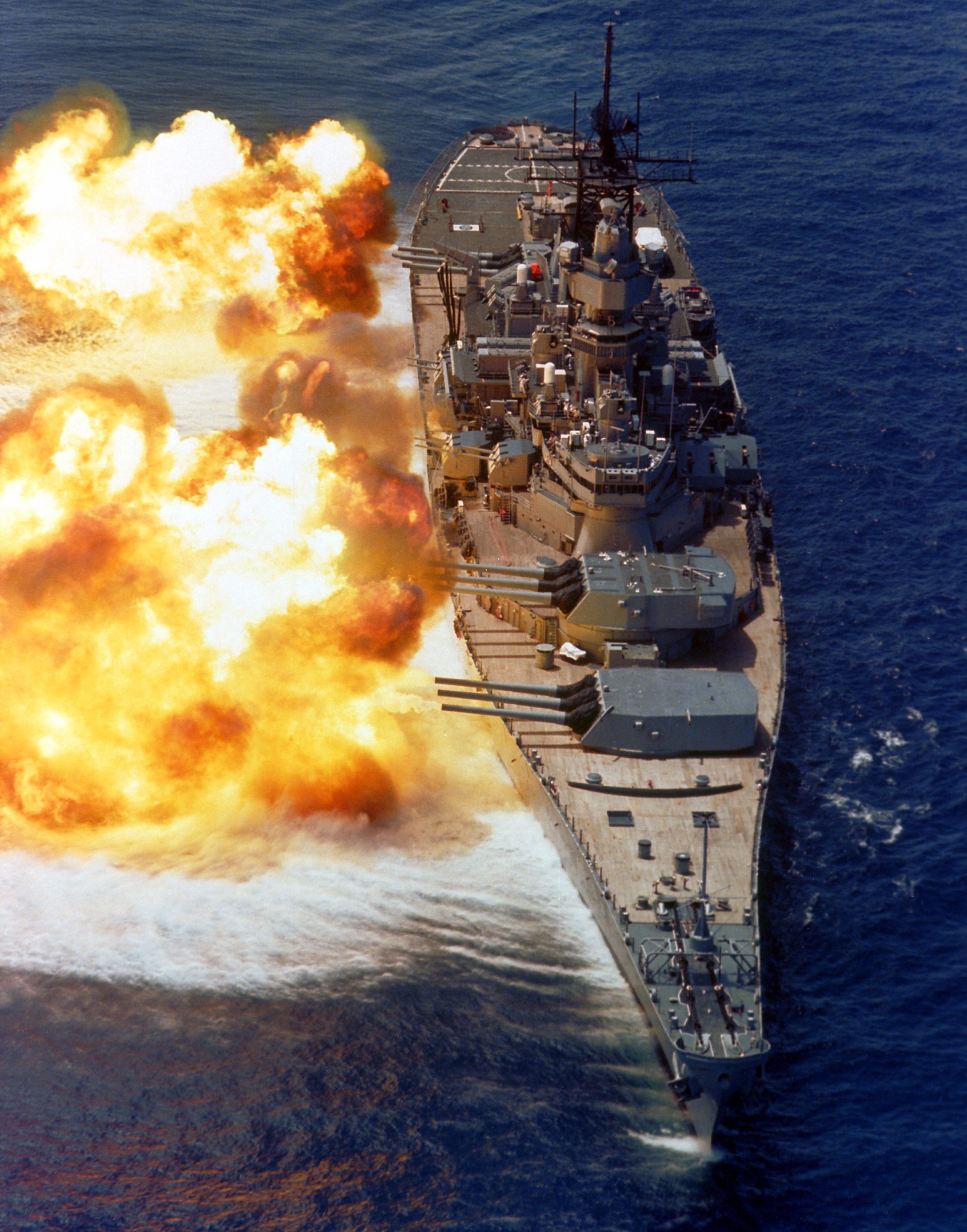
El acorazado estadounidense USS Iowa haciendo una demostración de potencia de fuego en 1984 con el disparo de una andanada completa de todas las piezas de artillería, incluidos sus nueve cañones de 406 mm

La Segunda Conferencia de Desarme Naval de Londres tuvo lugar en Londres, Reino Unido, el 9 de diciembre de 1935. El resultado fue el Segundo Tratado Naval de Londres, que fue firmado el 25 de marzo de 1936.

## Descripción
Los firmantes fueron los gobiernos de Francia, Reino Unido y Estados Unidos de América. El gobierno de Japón, que había sido signatario del Primer Tratado Naval de Londres, se había retirado de la conferencia el 15 de enero. Italia también se negó a firmar el tratado, en gran medida como resultado de la hostilidad pública durante su invasión de Abisinia.
La Conferencia tenía por objeto limitar el crecimiento en materia de armamentos navales hasta su expiración en el año 1942. La ausencia de Japón (un poder naval muy importante) impidió un acuerdo sobre un límite en el número de buques de guerra. El Tratado hizo limitar el tamaño máximo de los buques de los países firmantes, y el calibre máximo de las armas que podían portar. En primer lugar, los buque capitales se limitan a unas 36.000 toneladas de desplazamiento estándar y el calibre de las armas a 14 pulgadas (356 milímetros). Sin embargo, la llamada "cláusula de la escalera" se incluyó a instancias de los negociadores estadounidenses en el caso de que todos los países que habían firmado el Tratado Naval de Washington se negaran a adherirse a este nuevo límite. Esta disposición permitió a los países firmantes del Segundo Tratado de Londres -Francia, el Reino Unido y los Estados Unidos, para elevar el límite del calibre de las armas a partir de 14 pulgadas a 16 pulgadas (406 milímitros) si Japón o Italia todavía se negaban a firmar después del 1 de abril de 1937.
Los submarinos no debían superar las 2.000 toneladas ni disponer de arma alguna mayor de 5,1 pulgadas (130 milímetros). Los cruceros se limitaban a las 8.000 toneladas y las armas de fuego a 6,1 pulgadas (155 mm) o más pequeñas. Los portaaviones se limitaron a 23.000 toneladas. El artículo 25, sin embargo, otorgaba el derecho a saltarse estas limitaciones si cualquier otro país autorizaba, construía o adquiría un buque capital, un portaaviones o un submarino superiores a los límites del tratado, si esa partida era necesaria para la seguridad nacional. Por esta razón, en 1938, las partes en el tratado acordaron un nuevo límite de desplazamiento de 45.000 toneladas en los Acorazados.
Este Tratado Naval de Londres terminó con su eficacia el 1 de septiembre de 1939 con el comienzo de la Segunda Guerra Mundial. Incluso durante su breve período de supuesta eficacia, sus cláusulas fueron honradas más en el incumplimiento que en la observancia. Por ejemplo; una excepción al "tratado" fueron dos buques, Cruceros Ligeros Clase St. Louis, encargados por los Estados Unidos, de 13.327 toneladas, unas 5.000 más pesados que el tonelaje convenido en el tratado -de hecho se establecieron tras la firma del tratado, pero antes de que entrase en vigor). Tres buques, de un diseño similar, dentro del "tratado" fueron construidos o establecidos por los Estados Unidos de Clase Acorazado Rápido North Carolina, South Dakota e Iowa. El diseño de la clase North Carolina se inició antes de que la "cláusula de la escalera" fuese invocada. Las naves de esta clase fueron pensadas para ser armadas, y protegidas, con cañones de 14 pulgadas (356 milímetros). Sin embargo, con la invocación de la "cláusula de la escalera", se completaron con cañones de 16 pulgadas (406 milímitros). Los cuatro acorazados de la clase South Dakota fueron diseñados con protección contra cañones de 16 pulgadas, pero manteniendo un desplazamiento estándar de 35.000 toneladas.
El acorazado de la clase Iowa fue diseñado después del comienzo de la Segunda Guerra Mundial, y se aprovechó de la "cláusula de la escalera" (cañones de 16 pulgadas (406 milímetros) y de 45.000 toneladas de desplazamiento normal); aparte del coloso Yamato Japonés que desplazaba 73.000 toneladas, la clase Iowa fue la clase de acorazado más pesado puesto nunca en el mar (el acorazado HMS Vanguard británico era más pesado que los Iowa en carga estándar, pero más ligero a plena carga).
|                                        |
| La finalización del USS North Carolina |

|                                                                        |
| El USS South Dakota en los astilleros Norfolk Navy Yard en el año 1943 |

|                                     |
| USS Iowa durante la Guerra de Corea |

|                           |
| El HMS Vanguard británico |

El artículo 22 del Tratado de Londres del año 1930, en relación con la guerra submarina derecho internacional declara (las llamadas "Reglas de Crucero") que se aplican tanto a los submarinos como a los buques de superficie. Lo mismo se aplica para los buques mercantes desarmados que no demuestren una "persistente negativa a detenerse ... o una resistencia activa a la visita o al registro" que no pueden ser hundidos, sin que antes la tripulación y pasaje de los barcos hayan sido trasladado a un "lugar seguro". Para este fin los botes salvavidas son considerados como un lugar seguro, a menos que la seguridad de los pasajeros y de la tripulación esté garantizada, en el mar existente y las condiciones climáticas, por la proximidad de tierra, o la presencia de otro buque que se encuentre en posición para llevarlos a bordo.
El tratado del año 1936 confirmó que el artículo 22 del Tratado del año 1930 seguía en vigor, y "todos los poderes [fueron invitados] para expresar su consentimiento a las normas enunciadas en este artículo". Esto se conoció como el London Submarine Protocol (Protocolo Submarino de Londres), y más de treinta y cinco naciones se adhirieron a él con el tiempo, incluidos los EE. UU., Gran Bretaña, Alemania y Japón. Fue este Protocolo el que se utilizó en los Juicios de Núremberg contra Karl Dönitz por ordenar la Guerra submarina sin restricciones. Este reglamento no prohíbe armar a los buques mercantes, pero si están armados y sufren contacto con submarinos (o de asaltos), les convierte de facto en unidades navales auxiliares y se les retira la protección de las "Reglas de Crucero". This made restrictions on submarines effectively moot.